# Mimusops balata
Mimusops balata é uma espécie de planta que produz flores da família Sapotaceae. É nativa da ilha Maurício e ilha Reunião.